# Vargula americana
Vargula americana är en kräftdjursart. Vargula americana ingår i släktet Vargula och familjen Cypridinidae. Inga underarter finns listade i Catalogue of Life.